# Некстел
„Некстел Комуникейшънс“ (на английски: Nextel Communications), сега известна като „Спринт Некстел Корпорейшън“ (Sprint Nextel Corporation) е телекомуникационна компания със седалище в Съединените американски щати.
Известна е като компанията, която е дала най-значим тласък на мобилните комуникационни системи. „Некстел“ е със седалище в Рестън, окръг Феърфакс, Вирджиния. Тя е дългогодишен главен спонсор на американските автомобилни серии НАСКАР.
За разлика от други мобилни доставчици, използващи клетъчни мрежи, Некстел мрежата функционира в Специализирана Мобилна Радио честота (Specialized Mobile Radio), и Некстел е една от първите компании – доставчици в Съединените щати, които изграждат национално покритие с клетъчна цифрова мрежа.
Некстел има над 20 милиона абонати в САЩ (2006 година).